# Josef Laumer (Politiker, 1960)
Josef Laumer (* 27. Juli 1960 in Straubing) ist ein deutscher Politiker (CSU). Er stammt aus der Gemeinde Stallwang im Landkreis Straubing-Bogen und ist seit dem 1. Mai 2014 Landrat des Landkreises Straubing-Bogen. Vor seiner Wahl zum Landrat war Josef Laumer als Kriminalbeamter tätig. Im Januar 2025 erklärte Laumer zur nächsten Landratswahl im März 2026 nicht mehr anzutreten.

## Ehrenamtliche Tätigkeiten
Laumer war 12 Jahre im Pfarrgemeinderat von Stallwang tätig, war in Stallwang von 1990 bis 2014 Mitglied des Gemeinderats und von 2002 bis 2014 zweiter Bürgermeister. Von 1996 bis 2014 war er Kreisrat im Landkreis Straubing-Bogen und von 2002 bis 2014 zugleich erster Stellvertreter des Landrates.

## Engagements in Vereinen und Arbeitskreisen
Laumer war 8 Jahre 2. Vorsitzender des SV Landorf e. V., 8 Jahre 1. Vorsitzender des TSV Stallwang-Rattiszell, ist seit 2007 Vorsitzender des Deutsch-ungarischen Gemeindepartnerschaftsvereins der Gemeinden Stallwang und Magyarsarlós und war von 1995 bis 2013 Kreisvorsitzender des Arbeitskreises für Umweltsicherung und Landesentwicklung (AKU) der CSU Straubing-Bogen.

## Privates
Josef Laumer ist verheiratet und hat eine Tochter.